# Francisco de Ibarra

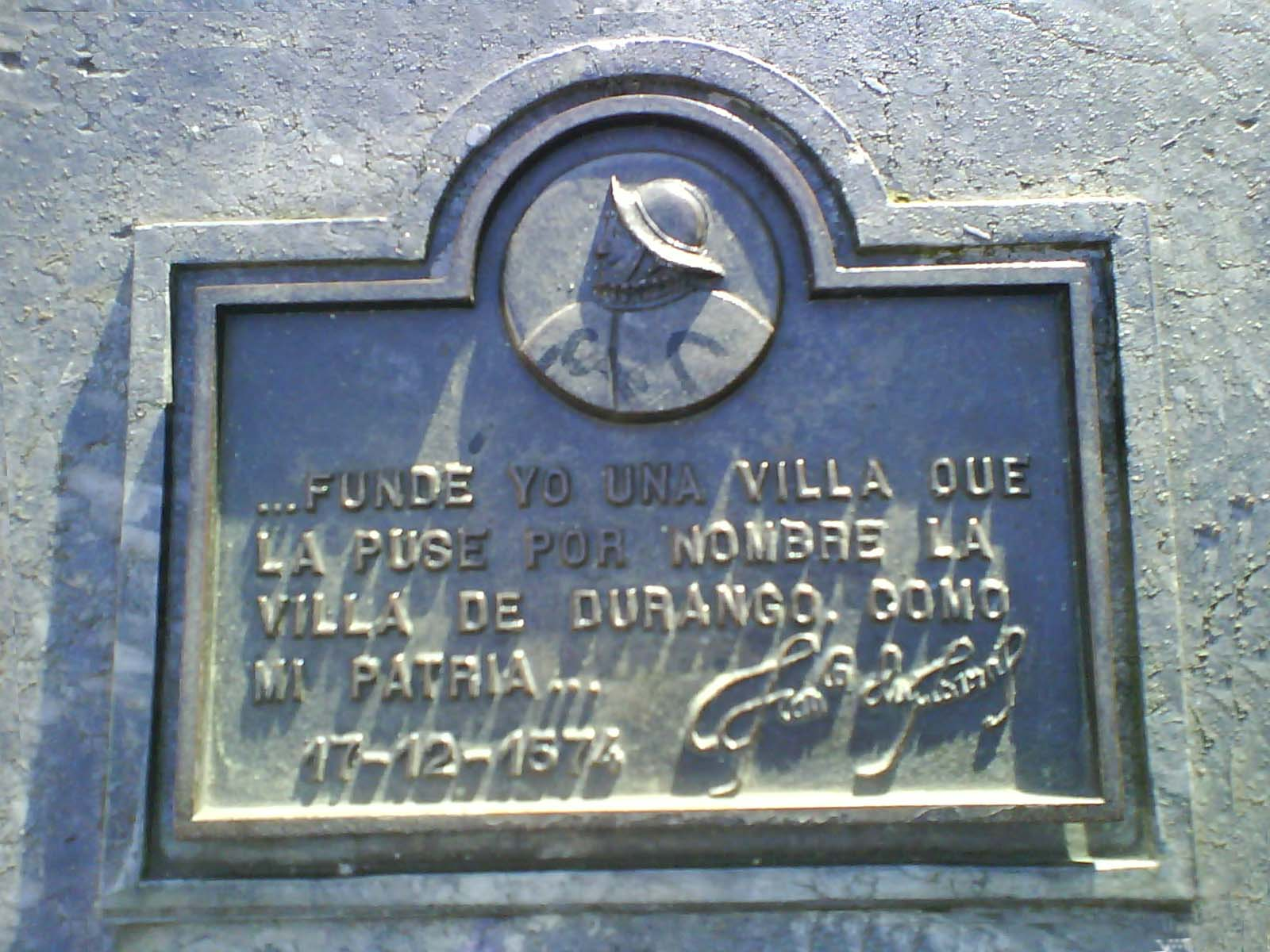
Gedenktafel für Francisco de Ibarra in Victoria de Durango

Francisco de Ibarra (* 1539 in Éibar, Baskenland, Spanien; † 1575 in Pánuco, Mexiko) war ein spanischer Entdecker und Eroberer, der für die Spanier insbesondere den Norden Mexikos erschloss.

## Leben
Franciscos Onkel, der Konquistador Diego de Ibarra, schickte ihn im Alter von 15 Jahren als Eroberer an die Front. Er bekam den Auftrag, das Territorium, welches heute den mexikanischen Bundesstaat Durango ausmacht, zu erobern und zu kolonisieren.
Im Jahr 1554 gründete Ibarra Fresnillo und 1562/63 die Städte Victoria de Durango und Nombre de Dios, was zu seiner Ernennung zum Generalkapitän von Nueva Vizcaya („Neu-Baskenland“) führte; außerdem kämpfte er wiederholt gegen die Chichimeken-Indianer und betrieb eine intensive Suche nach neuen Silberminen, die ihn letztlich wohlhabend machten.

## Trivia
Im Jahr 1906 wurde ein von einer argentinischen Reederei bestellter Fracht- und Passagierdampfer namens Francisco de Ibarra auf der Frerichswerft fertiggestellt.